# Чазыларский сумон
Чазыларский сумон, сумон (сельское поселение) Чазылары — административно-территориальная единица (сумон) и муниципальное образование со статусом сельского поселения в Тоджинском кожууне Тывы Российской Федерации.
Административный центр и единственный населённый пункт сумона — село Чазылары.

## Население
| 2017 | 2018 |
| ---- | ---- |
| 143  | ↗145 |

Земли сумона — историческое место проживания тувинцев-тоджинцев.

## Транспорт
Чазыларский сумон относится к самым труднодоступными поселениями Тувы; с ними не существует или затруднена связь наземным транспортом.
Воздушный транспорт, рейсы Кызыл — Чазылары (Хамсара), Чазылары (Хамсара) — Кызыл